# Une fille pour l'été
Pour plus de détails, voir Fiche technique et Distribution.
Une fille pour l'été est un film franco-italien réalisé par Édouard Molinaro, sorti en 1960.

## Synopsis
Comme chaque année, Philippe (Michel Auclair), jeune peintre désabusé et brillant convive, est invité par Paule (Micheline Presle) à passer ses vacances dans sa luxueuse villa sur la Côte d’Azur. Un barman ami lui propose à Saint-Tropez une fille pour passer agréablement l'été. Il lui préfère Manette (Pascale Petit), rencontrée par hasard dans ce bar. Manette est éblouie par tout ce luxe, cette vie facile, et s'attache à Philippe. Michel, le fils de Paule, est écœuré de cette existence creuse et sans idéal ; il vient de s'engager dans le sionisme. Sa mère espère que Manette saura le retenir. Celui-ci, un moment charmé par la fraîcheur de Manette, semble hésiter ; mais elle, malgré son attirance pour le jeune homme, lui préfère Philippe, sa muflerie et son cynisme plein de prestige. Michel est parti. Philippe va regagner Paris. Une dernière sortie en mer, où Manette brave encore avec ivresse les lois de l'équilibre, et Philippe rentrera seul, à la nage...

## Fiche technique
- Titre : Une fille pour l'été
- Réalisation : Édouard Molinaro
- Scénario : Édouard Molinaro et Maurice Clavel d'après son roman
- Dialogues : Maurice Clavel, d'après son œuvre
- Producteur délégué : Pierre Meyrat
- Directeur de la photographie :  Jean Bourgoin
- Cameraman : André Dumaître
- Son : Jacques Lebreton
- Décors : Georges Lévy
- Musique : Georges Delerue
- Scripte : Marie-José Darène
- Production: Boréal Films (Paris), Filmsonor (Paris), SPA Cinematografica
- Distribution : Cinédis
- Pays de production :  France,  Italie
- Format : Couleur (Eastmancolor) - 2.35 : 1 - Son Mono
- Genre : Comédie
- Durée : 80 minutes[1]
- Date de sortie : 
  - France : 26 février 1960 (à Paris, aux cinémas Marignan et Français)
- Affiche : André Bertrand (France)

## Distribution
- Pascale Petit : Manette
- Micheline Presle : Paule, la riche amie de Philippe
- Michel Auclair : Philippe, un peintre inconnu
- Georges Poujouly : Michel, le fils de Paule
- Antoine Balpêtré : Le poète
- Aimé Clariond : Rosenkrantz
- Claire Maurier : Viviane, la maîtresse de Philippe
- Sylvie Coste : La fille rousse
- Ariana Galli : Annette
- Geo Harry Le ministre
- Bernard La Jarrige Le barman
- Eva Linkova : La femme
- Marina Malfatti : L'étrangère
- Georges Meister : L'homme d'affaires
- Jacqueline Nantheuil : Brigitte
- Giuseppe Porelli : Jérôme
- Henri Vidon : Le roi
- Michel Fortin
- Noële Noblecourt
- Evelyne Lacroix

## À propos du film
Ce fut le dernier rôle au cinéma d'Aimé Clariond[réf. souhaitée].